# Bettina Röhl

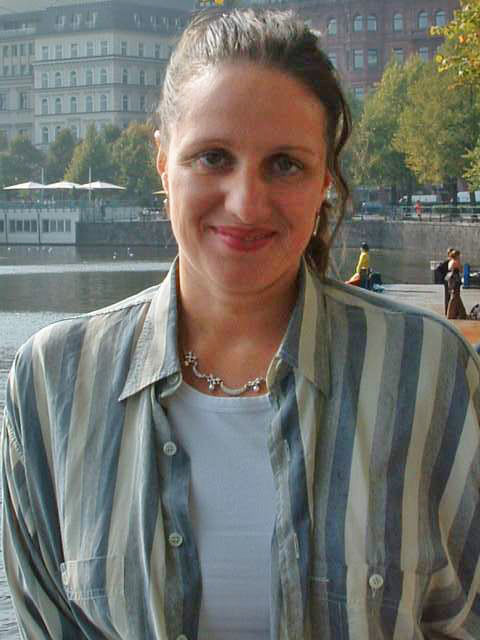
Bettina Röhl (2005)

Bettina Röhl (* 21. September 1962 in Hamburg) ist eine deutsche Journalistin und Autorin. Publizistisch wurde Röhl u. a. mit Veröffentlichungen über die Vergangenheit des ehemaligen Außenministers Joschka Fischer bekannt.

## Leben

### Kindheit
Bettina Röhl ist die Tochter von Ulrike Meinhof, der Kolumnistin der Zeitschrift konkret und späteren Terroristin der Rote Armee Fraktion, und des damaligen konkret-Verlegers Klaus Rainer Röhl. Sie hat eine Zwillingsschwester, Regine Röhl. Bettina Röhl wuchs erst in Hamburg bei den Eltern auf und zog nach deren Scheidung im Jahr 1968 mit ihrer Mutter nach Berlin, wo sie im selben Jahr in der evangelischen Privatschule Königin-Luise-Stiftung in Berlin-Dahlem eingeschult wurde.
Nach der Baader-Befreiung im Mai 1970 tauchte Ulrike Meinhof in den Untergrund ab. Röhl wurde im Alter von sieben Jahren von RAF-Mitgliedern, die mit Meinhof befreundet waren, zusammen mit ihrer Zwillingsschwester Regine für vier Monate in ein Flüchtlingslager nach Sizilien entführt, um dem Vater, dem das vorläufige Sorgerecht zugesprochen worden war, die Kinder zu entziehen. Am 10. Juli 1970 wurden die Zwillinge Ulrike Meinhof zugesprochen. Bis zur endgültigen Entscheidung im Sorgerechtsstreit erhielt Klaus Rainer Röhl am 3. August 1970 das Aufenthaltsbestimmungsrecht. Im September sollten die Kinder von einem Mitglied der Baader-Meinhof-Gruppe aus Sizilien abgeholt und in ein Guerilla-Lager im Nahen Osten gebracht werden. Der ehemalige konkret-Redakteur Stefan Aust kam der Aktion jedoch zuvor, befreite die Zwillinge zusammen mit dem RAF-Aussteiger Peter Homann und brachte sie zu ihrem Vater zurück. In ihrer Biografie Ulrike Meinhofs vertritt Jutta Ditfurth die Ansicht, diese habe ihre Kinder lediglich vor dem Vater schützen wollen. Dem hat Bettina Röhl in mehreren Interviews und einem Essay im Spiegel ausdrücklich widersprochen.

### Ausbildung und Beruf
Bettina Röhl wuchs daraufhin in bürgerlichen Kreisen in Hamburg auf. Sie legte 1982 das Abitur am humanistischen Gymnasium Christianeum in Hamburg ab und studierte anschließend Geschichte und Germanistik in Hamburg und im italienischen Perugia.
Seit 1986 arbeitet sie als Journalistin, unter anderem für die Zeitschrift Tempo, die Männer Vogue, das politische Magazin Cicero, das Hamburger Abendblatt und Spiegel TV. In ihren Veröffentlichungen setzt sie sich oft kritisch mit der sogenannten 68er-Generation und deren Erbe auseinander.

## Publizistische Tätigkeit

### Joschka-Fischer-Affäre 2001
Anfang Januar 2001 löste Bettina Röhl mit der Veröffentlichung von Fotos aus der Vergangenheit des amtierenden Außenministers Joschka Fischer (Bündnis 90/Die Grünen) eine innenpolitische Diskussion um dessen Verbleib im Amt aus. Die Bilder zeigen Fischer, den späteren Terroristen Hans-Joachim Klein und weitere Personen, wie sie 1973 einen Polizisten verprügeln. Röhl veröffentlichte die Fotos im Magazin Stern sowie auf ihrer privaten Homepage. Diese Fotoserie war von einem Pressefotografen 1973 im Auftrag der Frankfurter Allgemeinen Zeitung geschossen worden, ohne dass bekannt war, wer auf den Fotos zu sehen war. Sie wurde im Jahr 2000 von Röhl bei Buchrecherchen untersucht und inhaltlich entschlüsselt. Im Archiv der ARD-Tagesschau entdeckte Röhl außerdem eine Filmsequenz derselben Schlägerei 1973, welche Joschka Fischer beim Niederschlagen des Polizisten zeigt.
Nachdem Fischer seine Beteiligung an Gewaltaktionen gegen Polizisten öffentlich eingeräumt hatte, kündigte Röhl in einem Offenen Brief an Bundespräsident Johannes Rau die Erstattung einer Strafanzeige wegen versuchten Mordes gegen Fischer an, die sich auf von ihr recherchierte Zeugenaussagen zu einem 1976 erfolgten lebensbedrohlichen Angriff mit einem Molotowcocktail auf den Frankfurter Polizisten Jürgen Weber stützte. Sie schrieb „Es geht um ein die Wahrheit unterdrückendes Medienkartell. Es geht um einen Staatsnotstand.“ Der Fotograf, von dem sie die Bilder erhalten hatte, erwirkte eine einstweilige Verfügung gegen sie –  weil sie die Bilder ohne seine Zustimmung verbreitet hatte. Auch ihr Umgang mit dem von der ARD entliehenem Filmmaterial sowie die hohen Preise, die sie für die Aufnahmen verlangt hatte, wurden in den Medien kritisiert. In den Jahren 2001 und 2002 wirkte sie an zwei Beiträgen des Fernsehmagazins Panorama mit, die sowohl die gewalttätige Vergangenheit Fischers als auch ihre Recherchen zum Thema hatten.
Röhl wurde für ihr Vorgehen im Zusammenhang mit den Veröffentlichungen über Joschka Fischer von in- und ausländischen Medien kritisiert, wobei aus ihrer Biografie und der ihrer Eltern Rückschlüsse auf ihre Motive gezogen wurden. Wenige Tage nach Beginn der journalistischen Kampagne gegen Fischer kündigte der Verlag Kiepenheuer & Witsch in Köln den Vertrag, die von Röhl bereits angekündigte Fischer-Biografie Sag mir, wo Du stehst zu verlegen. Die Begründung lautete: „Die mit allen ihr zur Verfügung stehenden, auch unseriösen Mitteln geführte öffentliche Kampagne von Bettina Röhl gegen unseren langjährigen Autor Joschka Fischer hat uns veranlasst, den Verlagsvertrag mit Bettina Röhl zu beenden.“ Bettina Röhl empfand sich im weiteren Verlauf der Diskussion als Opfer einer medialen Hetzkampagne mit dem Ziel, Joschka Fischer reinzuwaschen, indem ihre persönliche Glaubwürdigkeit infrage gestellt wurde. Fischer hielt in Meinungsumfragen der Jahre 2000 und 2001 –  unbeschadet von Röhls Enthüllungen –  mehrfach die Spitzenposition unter den populärsten Politikern Deutschlands.

### Veröffentlichungen mit Bezug zu ihrer Mutter
Im Herbst 2002 deckte Röhl in der Magdeburger Volksstimme auf, dass das Gehirn ihrer Mutter Ulrike Meinhof nicht mit beerdigt worden war, sondern jahrzehntelang in einem Gefäß mit Formalin aufbewahrt und in einer Magdeburger Klinik erneut untersucht worden war. Den Professoren wurde daraufhin von einer Ethik-Kommission untersagt, weiter an dem Gehirn zu forschen oder ihre bisherigen Forschungen zu veröffentlichen. Die Staatsanwaltschaft Stuttgart forderte das Gehirn von den Professoren zurück, äscherte es ein und übergab die Überreste den Angehörigen. Am 22. Dezember 2002 wurde das Gehirn von Ulrike Meinhof auf dem Dreifaltigkeitsfriedhof III in Berlin-Mariendorf beigesetzt.
Weiterhin schrieb Bettina Röhl 2003 in der Rheinischen Post, in der Welt und in der Berliner Morgenpost eine Geschichte über den Friseur Udo Walz, der 1970 Ulrike Meinhof, während sie im Untergrund war, die Haare geschnitten und blond gefärbt hatte. Darin behauptete sie, Walz habe die Flüchtige bewusst unterstützt. Walz hatte über den Haarschnitt selbst zwei Jahre zuvor berichtet und wies die Unterstellung zurück, er habe Meinhof in der Kundin erkannt und bewusst an ihrer Tarnung mitgewirkt. Diese Episode nahm die Frankfurter Allgemeine Zeitung zum Anlass für Kritik am Stil der öffentlichkeitswirksamen Abrechnung mit der 68er-Generation. Dabei wurde Röhl als erfolglose Publizistin und „einsame Außenseiterin“ dargestellt, der „allenfalls Mitleid entgegen“ gebracht werde, und als „Terroristentochter“ bezeichnet. Röhl wehrte sich vor dem Oberlandesgericht München zunächst erfolgreich gegen letztere Bezeichnung, bevor der Bundesgerichtshof das Urteil mit der Begründung aufhob, eine „Schmähung, bei der nicht die Auseinandersetzung in der Sache, sondern die Diffamierung des Betroffenen im Vordergrund stehe“, liege nicht vor.

### RAF-Ausstellung
Röhl beteiligte sich mit Artikeln in der Welt, im Tagesspiegel, in der Rheinischen Post (ab 2003 bis Januar 2005), mit einem Artikel in der Zeit, einem Interview für die taz und in mehreren Fernsehinterviews an der langjährigen Diskussion über eine umstrittene RAF-Ausstellung von Klaus Biesenbach, Ellen Blumenstein und Felix Ensslin. Sie wurde  schließlich 2005 unter dem Titel „Zur Vorstellung des Terrors: Die RAF-Ausstellung“ in Berlin gezeigt und befasste sich mit der Positionierung bildender Künstler zur RAF. Im Oktober 2006 führte die Aufführung von Elfriede Jelineks RAF-Farce Ulrike Maria Stuart zu einer Auseinandersetzung mit dem Hamburger Thalia Theater. Da Jelineks Text bzw. Nicolas Stemanns Inszenierung – wenn auch stark verzerrt und stilisiert – auf biografische Details der Familie Röhl/Meinhof zurückgreift, soll Bettina Röhl ihre Persönlichkeitsrechte verletzt gesehen, Textänderungen gefordert und das Erwirken einer Einstweiligen Verfügung gegen die Aufführung angedroht haben. Es kam zu einer gütlichen Einigung, nachdem das Theater sämtliche von Bettina Röhl monierte Stellen, die sie und ihre Schwester Regine Röhl betrafen, vor der Premiere gestrichen hatte.

### Feminismus
Bettina Röhl schrieb im April 2005 für die Zeitschrift Cicero die Trilogie Die Sex-Mythen des Feminismus, Die Gender Mainstreaming-Strategie und Der Sündenfall der Alice Schwarzer?, in der sie als Kritikerin des Gender-Mainstreaming und des von Alice Schwarzer in ihrem Buch Der kleine Unterschied und seine großen Folgen propagierten radikalen Feminismus der 1970er Jahre hervortrat.
Sie steht dem Feminismus kritisch bis ablehnend gegenüber. So wirft sie in Artikeln Feministinnen wie Alice Schwarzer Männerfeindlichkeit und eine Dämonisierung des männlichen Geschlechtsteils vor. So sagt sie:

„Dieses Motiv des Penis als Waffe und Herrschaftsinstrument, ist ein Essential der Schwarzerschen Doktrin. Das Extrakt dieser Art von Feminismus könnte man so zusammen fassen: Frauen sind Menschen, Männer müssen noch erst zu Menschen gemacht werden.“

Anlässlich der Verleihung des Theodor-W.-Adorno-Preises an die Queer-Theoretikerin, Philosophin und Literaturwissenschaftlerin Judith Butler sprach sich Röhl in ihrer Kolumne „Bettina Röhl direkt“ 2012 in der Wirtschaftswoche gegen die, so Röhl, „Gender-Ideologie“ aus.
In einer späteren Veröffentlichung im Jahr 2013 bezeichnete sie die feministischen Strömungen als ein „Verbrechen gegen die Menschlichkeit“ und insbesondere Gender-Mainstreaming als „geistige Brandstiftung“.

### Welt online, Wirtschaftswoche, Tichys Einblick
Bettina Röhl betrieb von Mai 2008 bis Mai 2010 für Welt online den regelmäßigen Blog „Sex, Macht und Politik“. Von 2010 bis 2012 schrieb sie für Spiegel Online, Weltwoche, Bild am Sonntag und eine regelmäßige Kolumne für das EMOTION-Magazin, u. a. von Juli 2012 bis Oktober 2014 schrieb Bettina Röhl für die Wirtschaftswoche.online eine wöchentliche Kolumne unter dem Titel „Bettina Röhl direkt“, die sie ab Oktober 2014 für den früheren Chefredakteur der Wirtschaftswoche Roland Tichy für Tichys Einblick unter demselben Titel bis Januar 2017 fortsetzte.

### Podiumsdiskussionen
Am 19. August 2013 nahm sie an der Podiumsdiskussion der Alternative für Deutschland im PresseClub München mit dem Thema „Konsensrepublik Deutschland: Ist Systemkritik nur sexy, wenn sie nicht wehtun will?“ teil sowie am 30. Mai 2018 an einer Diskussion in der Bibliothek des Konservatismus in Berlin mit dem Titel „Kulturbruch '68?“.

### Terrorismus-Expertin Bild-Zeitung
Anfang November 2022 erregte Röhl Aufmerksamkeit als „Terrorismus-Expertin“ der Bild-Zeitung, indem sie die Klimaaktivisten der „Letzte Generation“ mit der RAF verglich.

## Familie
Bettina Röhl ist verheiratet und wurde mit Mitte vierzig Mutter einer Tochter. Sie lebt in Hamburg.

## Veröffentlichungen (Auswahl)
- In eigener Sache: Meinhof meets Fischer. In: Klaus J. Groth, Joachim Schäfer (Hrsg.): Stigmatisiert: Der Terror der Gutmenschen. Aton-Verlag, Unna 2003, ISBN 3-9807644-5-1
- So macht Kommunismus Spaß. Ulrike Meinhof, Klaus Rainer Röhl und die Akte Konkret. Europäische Verlagsanstalt, Hamburg 2006, ISBN 3-434-50600-4 (ein gleichnamiger Dokumentarfilm (25 Min.) zum Thema wurde 2007 von Spiegel TV produziert.)
- „Die RAF hat euch lieb“: Die Bundesrepublik im Rausch von 68 – Eine Familie im Zentrum der Bewegung. Heyne, München 2018, ISBN 978-3-453-20150-7[38]

### Zeitungs- und Zeitschriftenartikel
- Beschneidungen in Deutschland: Das Wohl des Kindes geht vor. Spiegel Online, 20. Juli 2012